# Bont platlijfje
Het bont platlijfje (Depressaria douglasella) is een vlinder uit de familie van de grasmineermotten (Elachistidae). De wetenschappelijke naam werd in 1849 gepubliceerd door Stainton.
De soort komt voor in Europa.